# برايان ماي (موسيقي)
برايان ماي (بالإنجليزية: Brian May)‏ هو موسيقي وملحن أسترالي، ولد في 28 يوليو 1934 في أديلايد في أستراليا، وتوفي في 25 أبريل 1997 في ملبورن في أستراليا بسبب نوبة قلبية.

## وصلات خارجية
- برايان ماي على موقع IMDb (الإنجليزية)
- برايان ماي على موقع ميوزك برينز (الإنجليزية)
- برايان ماي على موقع أول موفي (الإنجليزية)
- برايان ماي على موقع ديسكوغز (الإنجليزية)
- برايان ماي على موقع قاعدة بيانات الفيلم (الإنجليزية)